# Gran Premio di Tripoli 1937

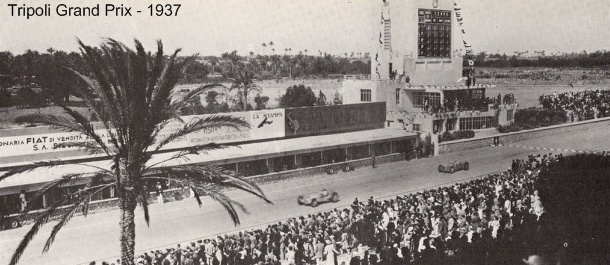
Il Gran Premio di Tripoli durante la gara.

Il Gran Premio di Tripoli 1937 è stata la quinta prova non valida per la stagione 1937 del Campionato europeo di automobilismo e undicesima edizione del Gran Premio di Tripoli. La gara si è corsa il 9 maggio 1937 sul circuito della Mellaha, ed è stata vinta dal tedesco Hermann Lang su Mercedes-Benz, al suo primo successo nella competizione; Farina ha preceduto all'arrivo i connazionali Bernd Rosemeyer ed Ernst von Delius entrambi su Auto Union. 
Nella voiturette 1500 a vincere è stato il francese René Dreyfus su Alfa Romeo, al suo primo successo nella competizione; Dreyfus ha preceduto all'arrivo i suoi compagni di squadra italiani Franco Cortese e Francesco Severi.

## Vigilia
Il primo grande Gran Premio dell'anno, noto come "La corsa dei milioni", è stato il veloce GP di Tripoli con un montepremi davvero ingente per via della sua lotteria di stato che aveva venduto quattro milioni di biglietti della lotteria a 12 lire ciascuno in Italia e le sue colonie. Qualche tempo prima dell'evento sono stati selezionati 30 biglietti vincitori ei possessori dei biglietti sono stati invitati a Tripoli.
L'evento non è stato più corso alla formula Libre ma ha seguito la formula internazionale da 750 kg con voiturette da 1,5 litri che hanno riempito la griglia per le 30 voci necessarie per la lotteria. L'interesse per la gara è stato grande sia in Italia che in Germania. I tour sono stati organizzati per l'evento in modo che le tribune principali fossero esaurite mesi prima e dovessero essere costruite nuove tribune temporanee. Nessuna spesa è stata risparmiata per rendere la pista la più moderna e ben attrezzata al mondo. Le nuove innovazioni includevano un sistema di semafori per i punti più pericolosi lungo la pista, non dissimile da quello utilizzato oggi in Formula 1. Inoltre, la partenza è stata effettuata con semaforo rosso/ambra/verde. Il cronometraggio con una precisione di 1/100 è stato possibile grazie a un sistema elettrico che utilizzava fotocellule.
Potrebbe essere interessante vedere cosa sono stati in grado di guadagnare i team in questo evento noto per i suoi sostanziali premi. Gli importi della classe GP erano 30.000, 20.000, 12.000, 10.000, 8.000, 6.000, 5.000, 4.000, 3.000 e 2.000 lire per i primi dieci classificati, 1.500 lire per gli altri classificati, 1.200 lire per aver completato i primi cinque giri entro 20 minuti del leader e 800 Lire per aver completato i primi due giri entro 8 minuti dal leader. Inoltre sono state date 3.000 lire per il giro più veloce e 2.000 lire ciascuno per i primi a 10, 20 e 30 giri. I premi nella classe voiturette sono stati 10.000, 7.500, 5.000, 3.500 e 2.500 lire per i primi cinque. Anche 1.000, 500 e 350 lire venivano assegnate ai primi tre ogni cinque giri dal 5 al 35º giro (1.000 lire = circa $ 53 o £ 10,16 s6d allora). I partecipanti hanno anche ricevuto una quota dei guadagni della lotteria.
Il Gran Premio di Tripoli fu il debutto del modello Mercedes-Benz del 1937. Quattro delle nuove W125 furono iscritte alla gara più un modello del 1936 come auto da prove. Seaman, che ha guidato la sua prima gara con la Mercedes-Benz, si è seduto per la prima volta su un'auto da corsa dopo il suo incidente ai test di Monza del 1º aprile 1937 con l'auto da GP del 1936, nonostante il suo ginocchio ancora gonfio. L'Auto Union ha iscritto all'evento cinque vetture e piloti mentre la Scuderia Ferrari non meno di sei Alfa Romeo, di cui una per Raymond Sommer. Tutte le Alfa erano ovviamente del tipo a 12 cilindri. Il motore di Nuvolari era stato appositamente potenziato, probabilmente a scapito dell'affidabilità. Oltre a questi tre team c'erano le iscrizioni indipendenti della classe GP di Hartmann, Soffietti e Bianco, che correvano Maserati e Magistri con un'Alfa Romeo Monza.
Alle 19 vetture GP si sono aggiunte 11 voiturette per completare un campo di 30 vetture necessarie per la lotteria. Era un mix di Maserati vecchie e nuove, comprese auto da lavoro per Ghersi e Dreyfus più la Talbot del 1926 ricostruita dal conte Castelbarco (speciale Platé). Gli organizzatori avevano invitato il principe Bira a gareggiare con la sua ERA ma, purtroppo, dovette rifiutare poiché impegnato per l'incoronazione di Giorgio VI il 12 maggio. Si noti che i numeri di gara sembrano indicare che Ghersi inizialmente doveva correre nella classe GP e Bianco nella classe voiturette.
Le squadre tedesche hanno superato il Passo del San Gottardo e hanno proseguito in treno fino a Napoli, dove le auto sono state caricate sulla nave combinata passeggeri e cargo "Città di Palermo" da 5.413 tonnellate per il viaggio di 30 ore attraverso il Mediterraneo fino a Tripoli. Dignitari e piloti italiani sono arrivati sul "Conte Grande" da 25.661 tonnellate e c'era un'altra nave che portava spettatori tedeschi a Tripoli. Il tempo è stato piuttosto brutto nel Mediterraneo ed Elly Beinhorn, che ha volato con il marito da Roma sul suo aereo "Taifun", ha pensato di fare un atterraggio di emergenza "almeno dieci volte". Volando via Catania e Tunisi sono finalmente arrivati sani e salvi a Tripoli. Piloti e ospiti ufficiali hanno soggiornato all'Hotel Uaddan, considerato il miglior albergo che le squadre hanno incontrato durante la stagione agonistica. Costruito nel 1935 e chiamato "un gioiello della moderna architettura africana", si affacciava sulla baia e comprendeva una piscina, un casinò e un teatro da 500 posti. Ma Lang afferma che la sabbia fine è entrata dappertutto nella stanza d'albergo e che sua moglie Lydia ha avuto grossi problemi con le mosche.
A causa degli orari delle navi, le squadre sono arrivate domenica, una settimana prima della gara, e quindi hanno avuto qualche giorno libero prima dell'inizio delle prove. Neubauer organizzò tour e raccontò storie spettacolari (e probabilmente altamente immaginabili) sui luoghi, la loro storia e cultura, mentre i Rosemeyer e gli Stuck avevano una grande guerra per l'acqua nella piscina dell'hotel.

### Elenco iscritti

#### Elenco iscritti classe 750 kg
| Scuderia             | Costruttore   | Telaio             | Motore                                    | Gomme | Nº | Piloti                    |
| -------------------- | ------------- | ------------------ | ----------------------------------------- | ----- | -- | ------------------------- |
| Daimler-Benz AG      | Mercedes-Benz | Mercedes-Benz W125 | Mercedes-Benz M 125 F 5.7L I8 Compressore | C     | 2  | Hermann Lang              |
| Daimler-Benz AG      | Mercedes-Benz | Mercedes-Benz W125 | Mercedes-Benz M 125 F 5.7L I8 Compressore | C     | 4  | Richard Seaman            |
| Daimler-Benz AG      | Mercedes-Benz | Mercedes-Benz W125 | Mercedes-Benz M 125 F 5.7L I8 Compressore | C     | 20 | Rudolf Caracciola         |
| Daimler-Benz AG      | Mercedes-Benz | Mercedes-Benz W125 | Mercedes-Benz M 125 F 5.7L I8 Compressore | C     | 26 | Manfred von Brauchitsch   |
| Auto Union AG        | Auto Union    | Auto Union C       | Auto Union 6.0L V16 Compressore           | C     | 6  | Rudolf Hasse              |
| Auto Union AG        | Auto Union    | Auto Union C       | Auto Union 6.0L V16 Compressore           | C     | 12 | Luigi Fagioli             |
| Auto Union AG        | Auto Union    | Auto Union C       | Auto Union 6.0L V16 Compressore           | C     | 16 | Bernd Rosemeyer           |
| Auto Union AG        | Auto Union    | Auto Union C       | Auto Union 6.0L V16 Compressore           | C     | 22 | Ernst von Delius          |
| Auto Union AG        | Auto Union    | Auto Union C       | Auto Union 6.0L V16 Compressore           | C     | 38 | Hans Stuck                |
| L. Hartmann          | Maserati      | Maserati 8CM       | Maserati 3.0L I8 Compressore              |       | 8  | László Hartmann           |
| L. Soffietti         | Maserati      | Maserati 6C-34     | Maserati 3.7L I6 Compressore              |       | 10 | Luigi Soffietti           |
| Scuderia Ferrari     | Alfa Romeo    | Alfa Romeo 12C-36  | Alfa Romeo 4.1L V12 Compressore           | E     | 14 | Raymond Sommer            |
| Scuderia Ferrari     | Alfa Romeo    | Alfa Romeo 12C-36  | Alfa Romeo 4.1L V12 Compressore           | E     | 18 | Conte Carlo Felice Trossi |
| Scuderia Ferrari     | Alfa Romeo    | Alfa Romeo 12C-36  | Alfa Romeo 4.1L V12 Compressore           | E     | 24 | Mario Tadini              |
| Scuderia Ferrari     | Alfa Romeo    | Alfa Romeo 12C-36  | Alfa Romeo 4.1L V12 Compressore           | E     | 28 | Tazio Nuvolari            |
| Scuderia Ferrari     | Alfa Romeo    | Alfa Romeo 12C-36  | Alfa Romeo 4.1L V12 Compressore           | E     | 30 | Nino Farina               |
| Scuderia Ferrari     | Alfa Romeo    | Alfa Romeo 12C-36  | Alfa Romeo 4.1L V12 Compressore           | E     | 34 | Marchese Antonio Brivio   |
| C. Magistri          | Alfa Romeo    | Alfa Romeo Monza   | Alfa Romeo 2.3L I8 Compressore            |       | 36 | Costantino Magistri       |
| Officine A. Maserati | Maserati      | Maserati 8CM       | Maserati 3.0L I8 Compressore              | P     | 58 | Ettore Bianco             |

#### Elenco iscritti classe 1500cc
| Scuderia             | Costruttore | Telaio       | Motore                       | Gomme | Nº             | Piloti                  |
| -------------------- | ----------- | ------------ | ---------------------------- | ----- | -------------- | ----------------------- |
| Officine A. Maserati | Maserati    | Maserati 6CM | Maserati 1.5L I6 Compressore | P     | 32             | Pietro Ghersi           |
| Officine A. Maserati | Maserati    | Maserati 6CM | Maserati 1.5L I6 Compressore | P     | 40             | René Dreyfus            |
| Scuderia Ambrosiana  | Maserati    | Maserati 6CM | Maserati 1.5L I6 Compressore |       | 42             | Franco Cortese          |
| Scuderia Ambrosiana  | Maserati    | Maserati 6CM | Maserati 1.5L I6 Compressore | 46    | Gigi Villoresi |                         |
| L. Castelbarco       | Talbot      | Talbot       | Talbot 1.5L I8 Compressore   |       | 44             | Conte Luigi Castelbarco |
| L. Uboldi            | Maserati    | Maserati 4CM | Maserati 1.5L I4 Compressore |       | 48             | Luciano Uboldi          |
| G. Rocco             | Maserati    | Maserati 6CM | Maserati 1.5L I6 Compressore |       | 48             | Giovanni Rocco          |
| Scuderia Torino      | Maserati    | Maserati 6CM | Maserati 1.5L I6 Compressore |       | 52             | Piero Dusio             |
| F. Barbieri          | Maserati    | Maserati 4C  | Maserati 1.5L I4 Compressore |       | 54             | Ferdinando Barbieri     |
| V. Belmondo          | Maserati    | Maserati 4C  | Maserati 1.5L I4 Compressore |       | 56             | Vittorio Belmondo       |
| F. Severi            | Maserati    | Maserati 6CM | Maserati 1.5L I6 Compressore |       | 60             | Francesco Severi        |

## Prove

### Resoconto
La pista di Tripoli consisteva in una serie di curve ad alta velocità che mettevano a dura prova le gomme. Per questa gara e per l'imminente gara AVUS Continental aveva prodotto pneumatici con battistrada sottile per ruote posteriori da 24' e ruote anteriori da 22'. Dato che le auto tedesche hanno raggiunto i 280 km/h sui rettilinei, ci si aspettava che l'usura degli pneumatici fosse elevata.
Le prime prove ufficiali di giovedì sono iniziate alle 14:17. I piloti Mercedes hanno cercato di salvare il più possibile le proprie auto e hanno utilizzato ampiamente l'auto di scorta. Rosemeyer nell'Auto Union è stato il più veloce con un tempo di 3'30 secondi, seguito da Lang in 3'32 secondi, Caracciola e Stuck con 3'37 secondi. Dopo un breve intervallo, è seguita la seconda sessione di prove libere con Stuck il più veloce, solo 3/100 più veloce di Caracciola, entrambi sotto il record sul giro di Varzi del 1936 di 3h27.4s.
L'ultima pratica è iniziata alle 14:00 di venerdì in uno stato d'animo cupo mentre stavano arrivando notizie sul destino dello zeppelin Hindenburg. Stuck ha stabilito il miglior tempo di 3m19.0s (235,4 km/h) seguito da Caracciola e Rosemeyer. Seaman è uscito con l'auto di prova ma si è rotta all'estremità della pista e non è riuscita a rientrare ai box, saltando la sessione. Nuvolari è stato in grado di fare solo un 3m33.44. La sua Alfa Romeo girava con 11 cilindri ma era comunque ben 10 secondi più veloce di qualsiasi altro pilota Ferrari. Nuvolari ha I tempi delle prove sono indicati nella griglia sottostante.

### Risultati

#### Classe 750 kg
Nella prima sessione del venerdì si è avuta questa situazione:
| Pos | Nº | Pilota            | Costruttore   | Tempo   | Gap   |
| --- | -- | ----------------- | ------------- | ------- | ----- |
| 1   | 38 | Hans Stuck        | Auto Union    | 3'24"96 |       |
| 2   | 20 | Rudolf Caracciola | Mercedes-Benz | 3'24"99 | +0"03 |
| 3   | 55 | Bernd Rosemeyer   | Auto Union    | 3'30"48 | +5"49 |

#### Classe 1500cc
| Pos | Nº | Pilota           | Costruttore | Tempo   | Gap   |
| --- | -- | ---------------- | ----------- | ------- | ----- |
| 1   | 60 | Francesco Severi | Maserati    | 4'27"55 |       |
| 2   | 40 | René Dreyfus     | Maserati    | 4'32"68 | +5"13 |
| 3   | 46 | Gigi Villoresi   | Maserati    | 4'37"20 | +9"65 |

## Qualifiche

### Resoconto
Le qualifiche si sono svolte nella giornata di sabato, dove la l'Auto Union ha conquistato le prime due posizioni con Stuck il più veloce. Le Mercedes-Benz si devono accontentare del terzo posto con Caracciola, del quinto con Lang e del settimo con von Brauchitsch. Le Alfa Romeo, invece si ritrovano in terza e quarta fila mentre le Maserati ancora più indietro. Per quanto riguarda le voiturette Villoresi si aggiudica la pole position nonostante la sua posizione arretrata nella griglia. La Talbot di Castelbarco si schiera invece sull'ultima fila.

### Risultati
Nella sessione di qualifica si è avuta questa situazione:
| Pos | Nº | Pilota                  | Costruttore   | Tempo       | Griglia |
| --- | -- | ----------------------- | ------------- | ----------- | ------- |
| 1   | 38 | Hans Stuck              | Auto Union    | 3'19"90     | 1       |
| 2   | 16 | Bernd Rosemeyer         | Auto Union    | 3'20"25     | 2       |
| 3   | 20 | Rudolf Caracciola       | Mercedes-Benz | 3'22"85     | 3       |
| 4   | 12 | Luigi Fagioli           | Auto Union    | 3'24"98     | 4       |
| 5   | 2  | Hermann Lang            | Mercedes-Benz | 3'28"10     | 5       |
| 6   | 22 | Ernst von Delius        | Auto Union    | 3'28"61     | 6       |
| 7   | 26 | Manfred von Brauchitsch | Mercedes-Benz | 3'29"22     | 7       |
| 8   | 28 | Tazio Nuvolari          | Alfa Romeo    | 3'33"44     | 8       |
| 9   | 4  | Richard Seaman          | Mercedes-Benz | 3'35"50     | 9       |
| 10  | 6  | Rudolf Hasse            | Auto Union    | 3'38"15     | 10      |
| 11  | 30 | Nino Farina             | Alfa Romeo    | 3'40"32     | 11      |
| 12  | 34 | Antonio Brivio          | Alfa Romeo    | 3'44"20     | 12      |
| 13  | 14 | Raymond Sommer          | Alfa Romeo    | 3'46"45     | 13      |
| 14  | 24 | Mario Tadini            | Alfa Romeo    | 3'57"21     | 14      |
| 15  | 18 | Carlo Felice Trossi     | Alfa Romeo    | 4'07"26     | 15      |
| 16  | 58 | Ettore Bianco           | Maserati      | 4'09"33     | 16      |
| 17  | 46 | Gigi Villoresi          | Maserati      | 4'13"20     | 17      |
| 18  | 42 | Franco Cortese          | Maserati      | 4'14"11     | 27      |
| 19  | 8  | László Hartmann         | Maserati      | 4'21"59     | 21      |
| 20  | 52 | Piero Dusio             | Maserati      | 4'28"59     | 22      |
| 21  | 56 | Vittorio Belmondo       | Maserati      | 4'29"11     | 25      |
| 22  | 32 | Pietro Ghersi           | Maserati      | 4'31"43     | 19      |
| 23  | 54 | Ferdinando Barbieri     | Maserati      | 4'32"29     | 26      |
| 24  | 40 | René Dreyfus            | Maserati      | 4'32"55     | 20      |
| 25  | 50 | Giovanni Rocco          | Maserati      | 4'42"81     | 30      |
| 26  | 10 | Luigi Soffietti         | Maserati      | senza tempo | 28      |
| 27  | 36 | Costantino Magistri     | Alfa Romeo    | senza tempo | 23      |
| 28  | 44 | Luigi Castelbarco       | Talbot        | senza tempo | 29      |
| 29  | 48 | Luigi Uboldi            | Maserati      | senza tempo | 18      |
| 30  | 60 | Francesco Severi        | Maserati      | senza tempo | 24      |

### Risultati voiturette 1500cc
Nella sessione di qualifica si è avuta questa situazione:
| Pos | Nº | Pilota              | Costruttore | Tempo       | Griglia |
| --- | -- | ------------------- | ----------- | ----------- | ------- |
| 1   | 46 | Gigi Villoresi      | Maserati    | 4'13"20     | 17      |
| 2   | 42 | Franco Cortese      | Maserati    | 4'14"11     | 27      |
| 3   | 52 | Piero Dusio         | Maserati    | 4'28"59     | 22      |
| 4   | 56 | Vittorio Belmondo   | Maserati    | 4'29"11     | 25      |
| 5   | 32 | Pietro Ghersi       | Maserati    | 4'31"43     | 19      |
| 6   | 54 | Ferdinando Barbieri | Maserati    | 4'32"29     | 26      |
| 7   | 40 | René Dreyfus        | Maserati    | 4'32"55     | 20      |
| 8   | 50 | Giovanni Rocco      | Maserati    | 4'42"81     | 30      |
| 9   | 44 | Luigi Castelbarco   | Talbot      | senza tempo | 29      |
| 10  | 48 | Luigi Uboldi        | Maserati    | senza tempo | 18      |
| 11  | 60 | Francesco Severi    | Maserati    | senza tempo | 24      |

## Gara

### Griglia di partenza (750 kg)
Posizionamento dei piloti alla partenza della gara.
| Prima fila   | 4 Pos.                       |                                       | 3 Pos.                          |                             | 2 Pos.                       |                            | 1 Pos.                         |
| ------------ | ---------------------------- | ------------------------------------- | ------------------------------- | --------------------------- | ---------------------------- | -------------------------- | ------------------------------ |
|              | Luigi Fagioli Auto Union     |                                       | Rudolf Caracciola Mercedes-Benz |                             | Bernd Rosemeyer Auto Union   |                            | Hans Stuck Auto Union          |
| Seconda fila |                              | 7 Pos.                                |                                 | 6 Pos.                      |                              | 5 Pos.                     |                                |
|              |                              | Manfred von Brauchitsch Mercedes-Benz |                                 | Ernst von Delius Auto Union |                              | Hermann Lang Mercedes-Benz |                                |
| Terza fila   | 11 Pos.                      |                                       | 10 Pos.                         |                             | 9 Pos.                       |                            | 8 Pos.                         |
|              | Nino Farina Alfa Romeo       |                                       | Rudolf Hasse Auto Union         |                             | Richard Seaman Mercedes-Benz |                            | Tazio Nuvolari Alfa Romeo      |
| Quarta fila  |                              | 14 Pos.                               |                                 | 13 Pos.                     |                              | 12 Pos.                    |                                |
|              |                              | Mario Tadini Alfa Romeo               |                                 | Raymond Sommer Alfa Romeo   |                              | Antonio Brivio Alfa Romeo  |                                |
| Quinta fila  | 18 Pos.                      |                                       | 17 Pos.                         |                             | 16 Pos.                      |                            | 15 Pos.                        |
|              | Luigi Uboldi Maserati        |                                       | Gigi Villoresi Maserati         |                             | Ettore Bianco Maserati       |                            | Carlo Felice Trossi Alfa Romeo |
| Sesta fila   | 22 Pos.                      |                                       | 21 Pos.                         |                             | 20 Pos.                      |                            | 19 Pos.                        |
|              | Piero Dusio Maserati         |                                       | László Hartmann Maserati        |                             | René Dreyfus Maserati        |                            | Pietro Ghersi Maserati         |
| Settima fila | 26 Pos.                      |                                       | 25 Pos.                         |                             | 24 Pos.                      |                            | 23 Pos.                        |
|              | Ferdinando Barbieri Maserati |                                       | Vittorio Belmondo Maserati      |                             | Francesco Severi Maserati    |                            | Costantino Magistri Alfa Romeo |
| Ottava fila  | 30 Pos.                      |                                       | 29 Pos.                         |                             | 28 Pos.                      |                            | 27 Pos.                        |
|              | Giovanni Rocco Maserati      |                                       | Luigi Castelbarco Talbot        |                             | Luigi Soffietti Maserati     |                            | Franco Cortese Maserati        |

### Resoconto
La domenica mattina si temeva che una tempesta di sabbia, localmente conosciuta come "Gibli" potesse interferire con la gara, ma il vento si è calmato durante il giorno e per la prima volta da giorni è diventato davvero caldo e soleggiato. Poco prima della partenza, quando i piloti erano già sulla griglia di partenza che era assicurata dai soldati "Àscari" e impossibile da raggiungere da estranei, un ragazzo bendato ha raccolto i numeri delle auto da un contenitore. I numeri dei biglietti della lotteria tirati fuori da un altro contenitore furono uno per uno annunciati. Poi è stata la volta del Maresciallo dell'Aria Balbo, accompagnato dal commissario di gara e da alcuni ospiti ufficiali, a salutare i piloti. Finalmente alle 15:00 tutto era pronto per la gara stessa. Il sole splendeva su un cielo azzurro e la temperatura della pista superava di gran lunga i 40 °C. Il maresciallo Balbo doveva sventolare la bandiera ma ufficialmente la gara è iniziata con segnali luminosi colorati.
Trenta secondi prima dell'inizio la luce divenne ambra e mentre il maresciallo Balbo sventolava la bandiera, la luce divenne verde. Caracciola e Rosemeyer hanno avuto le migliori partenze. Hasse, d'altra parte, ha avuto una brutta partenza poiché è quasi andato in stallo e ha perso immediatamente circa 15 secondi. Le auto di Lang e von Delius si toccarono leggermente. Seaman dietro di loro ha dovuto sfondare e Nuvolari è appena riuscito a stringerlo.
Alla fine del primo giro Caracciola era in testa con Rosemeyer alle spalle. Poi dopo un breve distacco seguirono Stuck, von Brauchitsch, Lang, Fagioli, Seaman, von Delius, Farina, Hasse, Sommer, Brivio, Tadini e Trossi. Caracciola aveva fatto il giro da fermo in 3m46.6s corrispondente a 208,12 km/h. Al primo giro Nuvolari, il favorito degli spettatori, ha dovuto fare un pit stop di 1 metro e 20 per cambiare le candele.
Durante la mattina ventosa molta sabbia era caduta sulla pista e durante i primi giri di gara l'aria era così piena di sabbia del deserto che ai piloti sembrava di guidare nella nebbia. Ghersi era in testa alla classe voiturette seguito da Villoresi, Cortese e Dreyfus, che era stato lento al via.
Al secondo giro Stuck supera Rosemeyer ed entrambi attaccano furiosamente Caracciola. Al terzo giro entrambi superano la Mercedes di Caracciola regalando ad Auto Union un doppio vantaggio. Caracciola aveva fatto il terzo giro in 3m31.60 mentre Stuck lo aveva fatto in 3m25.73 in condizioni di gara e serbatoi quasi pieni! Lo straordinario terzo giro di Stuck si è rivelato il giro più veloce della giornata.
Il team Mercedes aveva pianificato di fare la gara con una strategia a due soste, i piloti osservavano le loro gomme. Il team Auto Union sembra aver sottovalutato o l'usura delle gomme o la velocità di crociera della nuova Mercedes W125, perché hanno lasciato che i piloti si fossero scatenati e si sono messi subito in difficoltà. Dopo quattro giri Stuck è entrato per le gomme nuove dopo aver lanciato un battistrada ed è sceso all'ottavo posto. Rosemeyer ha mantenuto il comando per un solo giro quando si è fermato ai box alla fine del quinto per lo stesso motivo di Stuck. Fagioli aveva superato il suo ex meccanico Lang per la quarta posizione.
Nella classe voiturette Ghersi era ancora in testa ma Dreyfus era ora secondo dopo aver superato Villoresi e Cortese. Nel frattempo Nuvolari doveva fare altre riparazioni prima di ritirarsi definitivamente dopo sei giri. Si dice che il mantovano sia sembrato sollevato dal fatto che la gara con la macchina problematica e le aspettative irrealistiche dei tifosi italiani fosse finita.
Caracciola è di nuovo in testa. Fagioli ha superato von Brauchitsch e si è avvicinato all'ex compagno di squadra Caracciolo, che nonostante l'ordine di salvare le gomme non ha resistito a rispondere alla sfida. Fu una lotta feroce ma breve. Fagioli è riuscito a prendere il comando ma subito dopo la sua ruota posteriore sinistra ha perso il battistrada e alla fine del settimo giro è dovuto entrare per un cambio gomme. Nello stesso giro Stuck ha già effettuato un secondo pit stop per le gomme. Come Fagioli è stata la ruota posteriore sinistra a causare il problema.
Caracciola è tornato in vantaggio. Lo seguiva Lang, che da vicino aveva assistito al duello Caracciola-Fagioli. Von Brauchitsch era terzo, seguito da von Delius, Seaman, Rosemeyer, Hasse e Stuck. Farina era ora in testa al gruppo delle Alfa Romeo dopo il ritiro di Nuvolari, ma furono totalmente surclassate dalle vetture tedesche.
All'ottavo giro è stato von Brauchitsch a caricare, ripassando Lang e poi scavalcando Caracciola per il comando. L'alta velocità è costata di nuovo cara al pilota che ha dovuto fermarsi per le gomme dopo aver perso l'intero battistrada di una gomma davanti alla tribuna principale, con pezzi di gomma che volavano alti nell'aria. Nella classe voiturette Dreyfus ha continuato ad avvicinarsi a Ghersi e lo ha sorpassato al nono giro, dopodiché Ghersi ha fatto una breve sosta ai box ed è caduto dietro Villoresi e Cortese.
Ora è arrivato il momento per Seaman e von Delius, che avevano avuto una bella lotta tra loro, scambiandosi posizione, per fare i loro primi pit stop. Al 14º giro anche Caracciola si è trovato in difficoltà con le gomme ed ha effettuato la sua sosta ai box lasciando il comando a Lang. Al termine del quindicesimo giro si è poi fermato Lang, unico pilota tedesco a farcela secondo il programma previsto.
Rosemeyer era ora di nuovo in testa. Von Brauchitsch e Fagioli lo hanno seguito mentre Stuck ha effettuato l'ennesimo stop, scendendo al nono posto. Dopo il pit stop, Caracciola ha avuto problemi con la sabbia nel compressore e ha iniziato a perdere il contatto con i primi.
A 18 giri Rosemeyer aveva un vantaggio di 18 secondi su von Brauchitsch con Fagioli dietro di altri 21 secondi seguito da vicino da Lang, Seaman, von Delius, Caracciola, Hasse, Stuck, Farina, Sommer, Brivio, Tadini e Trossi.
Non sorprende che il trio di testa, che aveva corso a pieno regime, abbia avuto di nuovo problemi alle gomme e sia von Brauchitsch che Fagioli hanno effettuato il loro secondo pit stop alla fine del 18º giro. Ciò significava che Lang era tornato di nuovo in seconda posizione. Rosemeyer ha rischiato di perdere la sua Auto Union sul rettilineo quando è stato colpito alla testa da un po' di battistrada di una gomma, ma è riuscito a tenere l'auto in pista. Anche Hasse aveva effettuato un pit stop e alla fine del 19º giro Rosemeyer era fermo a metà gara per carburante e gomme e Lang ha preso il comando, ma Rosemeyer è tornato presto in seconda posizione.
Dreyfus ora aveva quasi un minuto di vantaggio nella classe voiturette ed era seguito da Villoresi, Cortese, Severi, Ghersi e Dusio.
Von Brauchitsch ha parcheggiato la sua Mercedes dopo 21 giri dopo che un sasso aveva spaccato il radiatore. La sua è stata l'unica delle voci tedesche a ritirarsi quel giorno. Tutti i piani prefabbricati erano stati gettati al vento e ai box tedeschi le persone facevano fatica a tenere il passo con tutti i cambi di gomme. Una vecchia regola che limitava il personale ai box a due meccanici al lavoro durante una sosta è rimasta dalle gare di Tripoli degli anni '20, dove le velocità non erano così elevate e bastavano solo pochi cambi di gomme, e questo ora rendeva le cose ancora più difficili.
Von Delius ha effettuato la sua seconda sosta ed è sceso al 7° mentre Stuck e Fagioli stavano ancora una volta caricando attraverso il campo. Poi Stuck ha fatto il suo quarto pit stop. Anche Caracciola e Seaman hanno fatto le loro seconde soste. La squadra ha fatto un lavoro veloce e Caracciola è stato nuovamente via dopo 43 secondi e Seaman dopo 44 secondi. Ma con la Mercedes di Caracciola non tutto andava bene perché la sabbia era entrata nel compressore e stava distruggendo il motore.
Nel frattempo in testa Lang e Rosemeyer stavano mantenendo un ritmo elevato, Rosemeyer con un giro di 3'31.2 e Lang che rispondeva con un 3'29.2.
Tra i giri 25 e 30 Stuck e Fagioli sono rientrati ai box ancora una volta. L'ordine era Lang, Rosemeyer, Caracciola e Seaman. Secondo "Motor und Sport" Rosemeyer ha preso il comando al giro 27. Lang è rimasto scioccato nel vedere Rosemeyer superarlo, ma dopo aver visto Neubauer mantenere un segno "1" e la bandiera rosso-nera Mercedes in orizzontale per indicare Lang dovesse mantenere la velocità attuale, si è reso conto di essere ancora in testa e che Rosemeyer si era solo sbloccato. Secondo Lang il cronometrista Mercedes (Alice Hoffman?) aveva commesso un errore e la squadra ha creduto per un po' che Rosemeyer fosse indietro di due giri invece che di uno. In effetti, come possiamo vedere, quella spiegazione era sbagliata di un giro e Lang aveva tutte le ragioni per essere preoccupato poiché Rosemeyer aveva effettivamente preso il comando!
Al 28º giro Trossi ritirò la sua Alfa Romeo. In quel giro è arrivata anche l'ora dell'ultima tappa di Rosemeyer. L'autista è entrato con la mano alzata per indicare che era di nuovo in difficoltà con le gomme. Poi c'è stato il panico nella fossa dell'Auto Union. L'attrezzatura del serbatoio non funzionava correttamente o aveva esaurito il carburante. Elly Rosemeyer afferma che il pit stop ha richiesto un misero 1m45 e anche che si è tenuta ben chiara in modo da non aver bisogno di sentire le maledizioni di suo marito.
Lang ora era in testa con un buon margine. Seaman era secondo alla sua prima gara con la Mercedes ma cominciava a lottare con la sabbia nel compressore così come Caracciola in terza posizione. Al 30º giro è arrivato il momento della seconda e ultima sosta di Lang. Secondo Lang ha visto solo facce sorridenti ai box e Neubauer sembrava che volesse già abbracciarlo. Anche in questo caso il team Mercedes ha lavorato velocemente per avere la macchina di Lang pronta in 44 secondi.
Dreyfus ha continuato a dominare la classe delle voiturette. Seguono Cortese e Dusio mentre Villoresi rallenta e Ghersi è a corto di benzina.
Tra i giri 30 e 35 Stuck ha effettuato la sua sesta sosta, Hasse la terza, Fagioli forse la quarta e Seaman probabilmente la terza.
Lang stava ancora navigando come ordinato, salvando l'auto. Ovviamente Neubauer ha cercato di mantenere bassa la velocità di Lang in modo che il pilota inesperto non commettesse errori stupidi, credendo che Rosemeyer fosse troppo indietro per essere una minaccia. In "Frecce d'argento" di Nixon, Lang ha spiegato che ricevendo l'ordine di mantenere la sua velocità e ignaro di dove fosse esattamente Caracciola, aveva alcune preoccupazioni di diventare una vittima degli ordini di squadra.
Seaman e Caracciola sono ripiegati dietro Rosemeyer, che ha preso la seconda posizione a 35 giri e ha iniziato a ridurre il vantaggio di Lang. Von Delius ha anche trovato un modo per superare i due piloti Mercedes che andavano lentamente per prendere la terza posizione. I tempi sul giro di Lang durante questa parte della gara non sono noti, ma poiché il tempo medio di Rosemeyer per i giri 30-35 era di 3'38.6 e considerando che aveva perso circa un minuto contro Lang durante i pit stop, i giri di Lang avrebbero potuto essere da qualche parte intorno 3 minuti e 42 secondi poiché la differenza tra Lang e Rosemeyer era di 45 secondi a cinque giri dalla fine.
In fondo al campo c'è stata una dura lotta per il quinto posto. Caracciolo era stato costretto a far passare anche Stuck ma mentre Fagioli cercava di inseguirlo, il pilota Mercedes ha impedito il sorpasso al suo ex compagno di squadra.
Von Delius, durante gli ultimi cinque giri Rosemeyer ha tirato in 35 secondi su Lang, ma quest'ultimo ha accelerato un po' negli ultimi giri portando la vittoria con un margine di meno di 10 secondi. È stato seguito fino al traguardo da quattro Auto Unions, dai suoi due compagni di squadra in difficoltà e dall'Auto Union di Hasse.
Farina ha portato a casa le restanti quattro Scuderia Ferrari Alfa dalla 9ª alla 12ª posizione. Dopo aver dominato due gare minori all'inizio della stagione, la squadra era stata completamente umiliata dalla competizione tedesca su questa pista veloce.
Dreyfus in cantiere Maserati ha conquistato la vittoria nella classe voiturette seguita da Cortese e Severi. I piloti delle voiturette avevano svolto un duro lavoro durante la gara, guardandosi negli specchietti, per mantenere la strada sgombra per le vetture del Gran Premio. Purtroppo, con i resoconti della gara naturalmente concentrati sul Gran Premio, è difficile trovare dettagli su ciò che è realmente accaduto tra le voiturette.
Proprio alla fine della gara un furioso Fagioli aveva finalmente forzato Caracciolo. Dopo la gara il pilota dell'Auto Union si è precipitato ai box Mercedes e ha scagliato un martello a ruota contro Caracciola, fortunatamente mancando la testa di un centimetro. Fagioli è stato poi trascinato via prima che potesse continuare l'attacco.
I meccanici di Auto Union avevano cambiato 35 gomme durante la gara, Stuck da solo aveva effettuato sette pit stop di cui due per cambiare le ruote anteriori, Fagioli ne aveva fatte quattro, von Delius tre e Hasse due. I piloti Mercedes avevano fatto due soste ciascuno tranne Seaman che ne aveva fatti tre. Questa è stata la prima vittoria di Lang e anche la prima per la Mercedes-Benz W125, che ha vinto la prima volta.
Lang è stato portato allo stand principale dove ha ricevuto un trofeo d'argento arabo fatto a mano dall'Air Marshal Balbo. Sulla via del ritorno ai box Lang è stato avvicinato da una persona che ha urlato in lingua italiana e quando si è reso conto che Lang non ha capito cosa ha detto ha baciato più volte il pilota. È stato il vincitore della lotteria ad essere così sopraffatto che ha dovuto stringere Lang al collo per sostenersi.
Quando è arrivata l'ora della festa dei vincitori, Hermann e Lydia Lang si erano chiusi nella loro stanza d'albergo. Questo era un evento di cravatta nera nel palazzo del governatore, organizzato dal maresciallo dell'aviazione Balbo, e i Lang, essendo poveri, non avevano vestiti adatti. Neubauer, capendo quale fosse il problema, alla fine li ha costretti ad uscire dalla loro stanza spiegando che il vincitore deve sempre accettare i premi, indipendentemente dalle circostanze. Lang, che era una persona timida, pensava che "questo era molto più imbarazzante che se fossimo andati al momento giusto, dato che tutti stavano aspettando e tutti gli occhi erano puntati su di noi". Ad ogni modo, la festa si è rivelata un evento molto gioioso che Lang descrive in dettaglio nella sua biografia.
Poi le squadre hanno dovuto aspettare fino a martedì prima che la nave li riportasse in Italia.

### Risultati
Risultati finali della gara.
| Pos | Nº | Pilota                  | Costruttore   | Giri | Tempo/Ritiro | Griglia |
| --- | -- | ----------------------- | ------------- | ---- | ------------ | ------- |
| 1   | 2  | Hermann Lang            | Mercedes-Benz | 40   | 2h57'57"67   | 5       |
| 2   | 16 | Bernd Rosemeyer         | Auto Union    | 40   | +9"65        | 2       |
| 3   | 22 | Ernst von Delius        | Auto Union    | 40   | +1'14"18     | 6       |
| 4   | 38 | Hans Stuck              | Auto Union    | 40   | +1'41"92     | 1       |
| 5   | 12 | Luigi Fagioli           | Auto Union    | 40   | +1'44"91     | 4       |
| 6   | 20 | Rudolf Caracciola       | Mercedes-Benz | 40   | +1'55"35     | 3       |
| 7   | 4  | Richard Seaman          | Mercedes-Benz | 40   | +4'09"88     | 9       |
| 8   | 6  | Rudolf Hasse            | Auto Union    | 40   | +4'18"99     | 10      |
| 9   | 30 | Nino Farina             | Alfa Romeo    | 39   | +1 giro      | 11      |
| 10  | 34 | Antonio Brivio          | Alfa Romeo    | 39   | +1 giro      | 12      |
| 11  | 14 | Raymond Sommer          | Alfa Romeo    | 39   | +1 giro      | 13      |
| 12  | 24 | Mario Tadini            | Alfa Romeo    | 37   | +3 giri      | 14      |
| 13  | 8  | László Hartmann         | Maserati      | 35   | +5 giri      | 21      |
| 14  | 40 | René Dreyfus            | Maserati      | 34   | +6 giri      | 20      |
| 15  | 10 | Luigi Soffietti         | Maserati      | 34   | +6 giri      | 28      |
| 16  | 42 | Franco Cortese          | Maserati      | 34   | +6 giri      | 27      |
| 17  | 60 | Francesco Severi        | Maserati      | 30   | +10 giri     | 24      |
| 18  | 46 | Gigi Villoresi          | Maserati      | 29   | +11 giri     | 17      |
| 19  | 52 | Piero Dusio             | Maserati      | 27   | +13 giri     | 22      |
| Rit | 18 | Carlo Felice Trossi     | Alfa Romeo    | 28   |              | 15      |
| Rit | 26 | Manfred von Brauchitsch | Mercedes-Benz | 21   | Radiatore    | 7       |
| Rit | 32 | Pietro Ghersi           | Maserati      | 17   |              | 19      |
| Rit | 36 | Costantino Magistri     | Alfa Romeo    | 14   |              | 23      |
| Rit | 54 | Ferdinando Barbieri     | Maserati      | 10   |              | 26      |
| Rit | 56 | Vittorio Belmondo       | Maserati      | 9    |              | 25      |
| Rit | 50 | Giovanni Rocco          | Maserati      | 8    |              | 30      |
| Rit | 28 | Tazio Nuvolari          | Alfa Romeo    | 6    | Motore       | 8       |
| Rit | 48 | Luciano Uboldi          | Maserati      | 5    |              | 18      |
| Rit | 58 | Ettore Bianco           | Maserati      | 3    |              | 16      |
| Rit | 44 | Luigi Castelbarco       | Talbot        | 2    |              | 29      |

### Risultati voiturette 1500cc
Risultati finali della gara.
| Pos | Nº | Pilota              | Costruttore | Giri | Tempo/Ritiro | Griglia |
| --- | -- | ------------------- | ----------- | ---- | ------------ | ------- |
| 1   | 40 | René Dreyfus        | Maserati    | 34   | 2h33'44"78   | 20      |
| 2   | 42 | Franco Cortese      | Maserati    | 34   | +2'55"56     | 27      |
| 3   | 60 | Francesco Severi    | Maserati    | 30   | +4 giri      | 24      |
| 4   | 46 | Gigi Villoresi      | Maserati    | 29   | +5 giri      | 17      |
| 5   | 52 | Piero Dusio         | Maserati    | 27   | +7 giri      | 22      |
| Rit | 32 | Pietro Ghersi       | Maserati    | 17   |              | 19      |
| Rit | 54 | Ferdinando Barbieri | Maserati    | 10   |              | 26      |
| Rit | 56 | Vittorio Belmondo   | Maserati    | 9    |              | 25      |
| Rit | 50 | Giovanni Rocco      | Maserati    | 8    |              | 30      |
| Rit | 48 | Luciano Uboldi      | Maserati    | 5    |              | 18      |
| Rit | 44 | Luigi Castelbarco   | Talbot      | 2    |              | 29      |